# Llista de capítols de Chainsaw Man
Això és una llista dels volums i capítols del manga de la sèrie Chainsaw Man, sèrie de manga creada per Tatsuki Fujimoto.
Chainsaw Man està escrit i il·lustrat per Tatsuki Fujimoto. La primera part de la sèrie, l'"Arc de seguretat pública" (公安編, Kōan-hen), es va publicar a la revista Weekly Shōnen Jump de Shueisha del 3 de desembre de 2018 al 14 de desembre de 2020.
El 14 de desembre de 2020, després de la conclusió de la sèrie a Weekly Shōnen Jump, se'n va anunciar una segona part que es publicaria a la revista en línia Shōnen Jump+ de Shueisha. El 19 de desembre de 2020, es va anunciar que la segona part, l'"Arc escolar" (学校編, Gakkō-hen), tractaria d'en Denji anant a l'escola. Es va començar a serialitzar el 13 de juliol de 2022. A 4 d'abril de 2024, Shueisha n'ha reunit els capítols en disset volums individuals de tankōbon, publicats des del 4 de març de 2019.
Norma Editorial va començar a publicar-ne el manga en català el 9 de setembre del 2022.

## Argument
Chainsaw Man segueix la història d'en Denji, un jove empobrit que després de fer un contracte amb un diable semblant a un gos anomenat Pochita, es fusiona amb en Denji, atorgant-li la capacitat de transformar parts del seu cos en motoserres. En Denji finalment s'uneix als Caçadors de Dimonis de Seguretat Pública, una agència governamental centrada a lluitar contra els diables sempre que es converteixin en una amenaça per al món.

## Publicació
| Núm. | Data de publicació en català | ISBN català       |
| --- | ---------------------------- | ----------------- |
| 1 | 9 de setembre de 2022        | 978-84-679-5744-0 |
| En Denji és un noi que, com que no en té ni cinc, s'escarrassa treballant com a Devil Hunter en companyia del seu gos Pochita per retornar un deute astronòmic, però llavors... una traïció sagnant li capgira la vida!! Així comença aquesta història d’acció protagonitzada per un heroi fosc que allotja un dimoni dins seu! |                              |                   |
| 2 | 6 d'octubre de 2022          | 978-84-679-5745-7 |
| Motivat per l’obsessió de magrejar un bon pitram, en Denji lluita a mort contra el dimoni ratpenat. Aconseguirà el seu objectiu un cop s'acabi el combat? O no…? I qui coi és el dimoni pistola? La Makima diu que es tracta del pitjor enemic de la humanitat… |                              |                   |
| 3 | 25 de novembre de 2022       | 978-84-679-5746-4 |
| Un dimoni misteriós reclou els membres del departament especial 4 i exigeix la mort d’en Denji! En veure’s acorralats, de seguida afloren les diferències entre els integrants del grup. En aquesta situació límit, en Denji s'empesca un pla infernal per sortir d’aquest embolic i aconseguir el seu anhelat petó… Comença una lluita acarnissada al voltant del nostre protagonista meitat humà, meitat dimoni! |                              |                   |
| 4 | 13 de gener de 2023          | 978-84-679-5747-1 |
| Després de l’incident amb el dimoni de l’eternitat, en Hayakawa i la Himeno es pregunten quin secret amaga en Denji, però la Makima no bada boca. D’altra banda, la Himeno li fa un petó a en Denji com a premi per haver-los tret de l’hotel, però va tan pet que li acaba vomitant a la boca. Poc després, la Makima i la resta de membres del departament especial 4 van caient com mosques, víctimes d’una emboscada. Resulta que un misteriós espadatxí i una noia d’allò més estranya es presenten davant d’en Denji amb la intenció d’arrencar-li el cor a petició del dimoni pistola. Es decidirà en Denji a fer un pas endavant enmig de tota aquesta bogeria?! |                              |                   |
| 5 | 17 de febrer de 2023         | 978-84-679-5748-8 |
| L’Aki es troba cara a cara amb el dimoni que controlava la Himeno. Què li deu passar pel cap, a aquest paio consumit per la set de venjança...?! D’altra banda, en Denji es torna a enfrontar a en Samurai Sword! La motoserra contra la katana: quin serà el desenllaç d’aquest combat tan sanguinari?! La pugna pel cor d’en Denji es precipita cap a un final d’allò més inesperat! |                              |                   |
| 6 | 31 de març de 2023           | 978-84-679-5749-5 |
| —Fugim lluny d’aquí... —Sorprès per les inesperades paraules de la Reze, el cor innocent d’en Denji fa un bot... Tanmateix, allò que en principi sembla un moment ple de tendresa es capgira en un tancar i obrir d’ulls i esdevé una tempesta d’explosions! S'acosta una cruenta i esclatant batalla en què intervindran l’amor i la luxúria, els dimonis i els humans... Què descobriran en Denji i la Reze? |                              |                   |
| 7 | 21 d'abril de 2023           | 978-84-679-5750-1 |
| La figura d’en Denji apareix als informatius de tot el món i la gent el comença a conèixer com “el terrorífic dimoni motoserra”!! Això fa que els assassins més hàbils provinents de tots els racons del món es reuneixin al Japó per carregar-se’l. Llavors, el departament especial mobilitza tots els seus agents i organitza una operació per protegir-lo. Els assassins posen rumb cap a Tòquio per atrapar-lo i es desferma un caos infernal! |                              |                   |
| 8 | 12 de maig de 2023           | 978-84-679-5751-8 |
| En ple enfrontament entre el departament especial i la Quanxi per en Denji, en Santa Claus decideix moure fitxa i revelar el seu autèntic objectiu! És llavors quan s'estableix un terrible pacte que obre les portes al món on habiten els pitjors malsons, fins i tot per als dimonis... I en caure la nit, el crit del dimoni motoserra ressona per tota la ciutat. |                              |                   |
| 9 | 9 de juny de 2023            | 978-84-679-5752-5 |
| L’última batalla s'ha saldat amb nombrosos companys morts o ferits de gravetat. Abans de l’enfrontament final contra el dimoni pistola, el cor de l’Aki comença a defallir. La sorprenent veritat sobre el dimoni pistola que li revela la Makima, el futur terrible que ell mateix ha vist... Quan tot s'acumula, un destí que sembla sortit dels pitjors malsons devasta en Denji i companyia. |                              |                   |
| 10 | 7 de juliol de 2023          | 978-84-679-5753-2 |
| Després del que ha passat amb l’Aki, en Denji cau en un profund abatiment. La Makima mira d’ajudar-lo, però el que per fi sembla un moment de calma esdevé l’inici d’un malson… Quan en Denji obre la porta prohibida de l’ànima, les veritables intencions de la Makima i el secret demoníac del motoserra topen en un infern amarat de sang! |                              |                   |
| 11 | 4 d'agost de 2023            | 978-84-679-5754-9 |
| La cruel i brutal manipulació de la Makima posa en Denji entre l’espasa i la paret!! Després de perdre tot allò que li importava, se sent com si estigués caient en un pou sense fons... fins que una veu li xiuxiueja “Chainsaw Man” a cau d’orella!! Llavors, en Denji s'embranca en una brutal baralla a mort contra la Makima en un paratge desolat. Després d’un intens intercanvi d’impressions, esclata l’impactant final!! |                              |                   |
| 12 | 6 d'octubre de 2023          | 978-84-679-6395-3 |
| L’Asa Mitaka, una estudiant de batxillerat antisocial, veu com la vida li canvia dràsticament després de topar-se amb un dimoni. Quin deu ser l’objectiu d’aquest perillós enemic de la humanitat? On s'amaga actualment en Chainsaw Man? Comença la impactant segona part d’aquesta història de joventut esquitxada de sang i violència! |                              |                   |
| 13 | 19 de gener de 2024          | 978-84-679-6396-0 |
| En Denji es mor de ganes d’anunciar als quatre vents que és en Chainsaw Man, però les seves intencions queden frustrades per la fèrria vigilància d’en Yoshida. L’Asa va a visitar la Yûko, que està malferida, i totes dues comparteixen els seus secrets més foscos per mirar d’enfortir els llaços d’amistat que les uneixen... amb resultats funestos. La inesperada intervenció d’un dimoni converteix la seva relació en una autèntica pel·li de terror! |                              |                   |
| 14 | 1 de març de 2024            | 978-84-679-6751-7 |
| L’Asa tria l’aquari com a escenari per sortir amb en Denji! La noia pretén fer-hi gala dels seus encants per seduir-lo i transformar-lo en arma, però el noi s'entesta a voler anar a veure els pingüins. Tot plegat desemboca en una discussió que de seguida es veu interrompuda per un dimoni. Com s'acabarà aquest malson de cita? |                              |                   |
| 15 | 3 de maig de 2024            | 978-84-679-6752-4 |
| La predicció de la Kiga es compleix i davant de l’Asa apareix el dimoni que encarna una de les pors primigènies: el dimoni de la caiguda! El seu cruel poder, consistent a fer que les seves víctimes revisquin els seus traumes més profunds, fa que l’Asa desconfiï d’en Yoru. Mentrestant, els humans que cauen a l’infern acaben al pap dels comensals demoníacs que hi habiten. |                              |                   |
| 16 | 5 de juliol de 2024          | 978-84-679-6970-2 |
| Fer una vida normal o viure com en Chainsaw Man? Mentre en Denji es debat entre aquestes dues opcions, la Kiga li revela a l’Asa una veritat sorprenent. Després, les intencions d’una misteriosa noia que s'acosta a en Denji i els objectius de l’Església Chainsaw Man topen frontalment i es desencadena el caos més absolut. |                              |                   |
| 17 | 6 de setembre de 2024        | 978-84-679-7177-4 |
| La batuda a gran escala que l’Agència de Seguretat Pública fa a les instal·lacions de l’Església Chainsaw Man posa en perill l’Asa Mitaka, ara esdevinguda el símbol d’aquesta organització religiosa. Quan semblava que els plans d’en Varm havien quedat frustrats, aquest revela les seves autèntiques intencions respecte del Sobirà del Terror. En aquell mateix instant, apareix una horda demoníaca que desferma un caos infernal a la ciutat. Què farà en Denji en una situació tan terrible com aquesta? |                              |                   |
| 18 | 9 de maig de 2025            | 978-84-679-7179-8 |
| Una gernació alienada, esperonada per en Varm, acorrala en Denji i la Nayuta. Què farà la menuda per impedir que en Denji mori? En vista de la situació, l’Asa i la Kiga planegen un assalt al Centre de Detenció Demoníaca de Tòquio per rescatar en Chainsaw Man del sanguinari pla de l’Agència de Seguretat Pública. |                              |                   |